# Ē
O Ē (minúscula: ē) é uma letra (E latino, adicionado de um mácron) utilizada no alfabeto letão, no maori e no chinês pinyin e outras línguas polinésias.
No Letão, o Ē é considerada uma letra separada, sendo posicionada no alfabeto imediatamente após o E.
Em Chinês Pinyin, o Ē representa a letra "E" com o tom alto e sem mudanças.